# Renala Khurd
Renala Khurd (en ourdou : رِينالہ خُورد) est une ville pakistanaise située dans le district d'Okara, dans la province du Pendjab. Elle est la capitale du tehsil du même nom.
Située dans l’extrémité orientale du pays, la ville a été fondée en 1914. Elle est située à seulement 18 kilomètres d'Okara et 120 kilomètres de la capitale provinciale Lahore. Elle est également située sur la ligne de chemin de fer Mulan-Lahore. À proximité, on trouve un petit barrage hydraulique inauguré en 1925 et portant le nom de la ville.
La population de la ville a été multipliée par plus de quatre entre 1972 et 2017 selon les recensements officiels, passant de 11 799 habitants à 54 097. Entre 1998 et 2017, la croissance annuelle moyenne s'affiche à 2,8 %, supérieure à la moyenne nationale de 2,4 %. En 2023, la population de la ville monte à 100 054 habitants.
Près de 92 % des habitants parlent le pendjabi, tandis qu'environ 7 % des habitants ont l'ourdou pour langue maternelle.
Essentiellement musulmane, la ville inclut une minorité chrétienne, comptant plus de 4 000 fidèles.
Le taux d'alphabétisation de la ville s'élève à 79 % en 2023 (contre une moyenne nationale de 61 %), dont 82 % pour les hommes et 75 % pour les femmes.
|            | 1972 (rec.) | 1981 (rec.) | 1998 (rec.) | 2017 (rec.) | 2023 (rec.) |
| ---------- | ----------- | ----------- | ----------- | ----------- | ----------- |
| Population | 11 799      | 18 287      | 32 337      | 54 097      | 100 054     |